# Charles Francis Adams
Charles Francis Adams, född 18 augusti 1807 i Boston, död 21 november 1886 i Boston, var en amerikansk diplomat och politiker, son till presidenten John Quincy Adams och sonson till presidenten John Adams.
Adams verkade från omkring 1830 som publicist i abolitionistisk anda. Han tog aktiv del i den abolitionistiska politiska rörelsen och invaldes 1858 i USA:s representanthus. Som Förenta Staternas sändebud i England under inbördeskriget ådagalade han så stora skicklighet, att det sagts, att Adams i London vann större segrar än generalerna på slagfältet. Adams var en flitig skriftställare och utgav sin faders och farfaders skrifter.
Charles Francis Adams var far till Charles Francis Adams, jr. och Henry Adams.